# Bridget Hall
Bridget Hall (Springdale, 12 dicembre 1977) è una modella statunitense.

## Carriera
Bridget Hall inizia a lavorare come modella all'età di 10 anni, lavorando a Dallas in Texas. Durante l'adolescenza si trasferirà insieme alla madre Donna Hall a New York per intraprendere la carriera in maniera professione. Già all'età di 18 anni viene nominata dalla rivista Forbes come una delle dieci modelle di maggior successo dell'anno, insieme a top model come Cindy Crawford e Christy Turlington. Nello stesso periodo acquisisce una discreta popolarità mediatica grazie alla sua relazione con l'attore Matt Damon.
Ha inoltre sfilato per Victoria's Secret nel 1998, 2001 e 2002.
Inizialmente sotto contratto con la Ford Models, in seguito la Hall è entrata a far parte della scuderia della IMG Models. Bridget Hall è apparsa sulle copertine di Vogue, Harper's Bazaar, ELLE ed Allure ed è stata testimonial per le campagne pubblicitarie di Pepsi Cola, Guess Jeans, Pepe Jeans, Chanel, Fendi, Lanvin, Genny, Ralph Lauren, Safari, Maybelline, Clinique, Gucci, Versace, Valentino ed Anne Klein.
Bridget Hall è apparsa nel celebre Sports Illustrated Swimsuit Issue nelle edizioni pubblicate dal 2002 al 2005, oltre che in alcuni servizi Sports Illustrated.
È inoltre apparsa nel Calendario Pirelli nel 1999 e 2003.
Nel 2006 è comparsa nel film Il diavolo veste Prada.

## Agenzie di moda
- Ford Models
- IMG Models
- One Management - New York
- Group Model Management
- Nathalie Models
- D'Management Group
- Tess Management